# Ту-134УБЛ
Ту-134УБЛ (по кодификации НАТО: Crusty-B) — учебно-тренировочный самолёт, разработанный в ОКБ Туполева в начале 1980-х годов на базе пассажирского лайнера Ту-134.
Самолёт принят на вооружение советских ВВС и ВМФ в 1982 году. 
Продолжает использоваться в ВВС России для обучения курсантов полётам на Ту-22М3 и Ту-160. Также его применяют для поддержания навыков строевых пилотов, чтобы сократить расход лётного ресурса боевых самолётов.
В 1982 году Ту-134УБЛ снимался в роли экспериментального самолёта С-14 в фильме «Нежность к ревущему зверю».

## Модификации
| Название модели | Краткие характеристики, отличия. |
| --------------- | --- |
| Ту-134УБЛ       | Тренажёр для обучения лётчиков Ту-22М и Ту-160. Самолёт отличает особенная конструкция носовой части фюзеляжа, схожая с бомбардировщиками Ту-22М и Ту-160. Один Ту-134УБЛ был переделан в Ту-134УБК и ещё несколько — в Ту-134УБКМ. |
| Ту-134УБК       | Тренажёр для обучения экипажей Ту-22М морской авиации. В 1982 году ОКБ при АРЗ № 20 ВМФ СССР в г. Пушкин разработало на базе «УБЛа» Ту-134УБК. От Ту-134УБЛ его отличает дополнительное рабочее место штурмана в центроплане, оборудованное навигационным комплексом НК-45 (установлен на Ту-22М3) и двумя бомбодержателями МБД-3-У6-68Ш в нижней части фюзеляжа. В отличие от Ту-134УБЛ оснащался контейнером И-098 — имитатором крылатой ракеты Х-22М для отработки захвата цели. Максимальная бомбовая нагрузка составляет 8 ОФАБ-100-120. Переделан из Ту-134УБЛ в единственном экземпляре в 1983 году. После распада СССР достался Украине. |
| Ту-134УБКМ      | Конвертация Ту-134УБЛ для подготовки экипажей Ту-22М авиации ВМФ России. В 1996 году на АРЗ № 20 в городе Пушкин был переделан первый Ту-134УБЛ. В 1999 году было переделано ещё несколько «УБЛов». |

## Тактико-технические характеристики
Источники

### Технические характеристики
- Экипаж: 4 человека
- Количество курсантов: 12 человек
- Длина: 41,92 м
- Размах крыла: 29,01
- Высота: 9,14 м
- Площадь крыла: 127,3 м²
- Масса пустого: 29 000 кг
- Масса топлива: 14 400 кг
- Масса полезной (боевой) нагрузки: 8200 кг
- Нормальная взлётная масса: 47 600 кг
- Максимальная взлетная масса: 49 000 кг
- Двигатели: 2 × ТРДД Д-30 3-й серии
  - Тяга максимальная: 2 × 6800 кгс (66,7 кН)

### Лётные характеристики
- Максимальная скорость:
- Крейсерская скорость: 890 км/ч
- Практическая дальность без дозаправки: 2300 км (с нагрузкой 5000 кг)
- Боевой радиус:
- Продолжительность полёта:
- Практический потолок: 11 800 м
- Скороподъёмность:
- Длина разбега/пробега: 2150/1980 м

## На вооружении

### Состоит на вооружении
Россия: 17 Ту-134УБЛ
- 929-й Государственный лётно-испытательный центр Министерства обороны имени В. П. Чкалова - 1  Ту-134УБЛ.
- 859-й Центр боевого применения и переучивания личного состава авиации ВМФ (авиабаза Ейск) — два Ту-134УБ-Л в нелётном состоянии, также по одному Ту-134А-4 и Ту-134УБЛ по состоянию на 2017 год. По факту летающий Ту-134УБ-Л конвертирован в Ту-134А-4 без нанесения признака.
- 43-й Центр боевого применения и переучивания летного состава дальней авиации (авиабаза Дягилево)
- 27-й Смешанный авиационный полк (авиабаза Тамбов, бывший аэродром ТВВАУЛ имени М. Расковой) — эскадрилья Ту-134УБЛ. Кроме того, на хранении около 25 Ту-134УБЛ
- Челябинский Краснознаменный военный авиационный институт штурманов — 5 Ту-134УБЛ (аэродром Шагол)[4]

### Состоял на вооружении
СССР — состоял на вооружении вплоть до распада государства в 1991 году
 Украина:
- 184-й гвардейский тяжёлый бомбардировочный авиаполк — 6 Ту-134УБЛ базировались на авиабазе Прилуки. Две единицы стали экспонатами Государственного музея авиации Украины и Полтавского музея дальней и стратегической авиации.
- 33-й Центр боевого применения и переучивания лётного состава ВВС Украины — один Ту-134УБК (авиабаза Кульбакино, г. Николаев). Снят с вооружения в 1994 году[5].

## Авиапамятники и экспонаты музея
| Изображение | Модификация | Бортовой номер | Местонахождение |
| ----------- | ----------- | -------------- | --- |
|             | Ту-134УБЛ   | 43             | Государственный музей авиации Украины, г. Киев                                                                                 |
| Фото        | Ту-134УБЛ   | 42             | Полтавский музей дальней и стратегической авиации, Украина                                                                     |
| Фото        | Ту-134УБК   | 72             | Находится на хранении на авиабазе Кульбакино, Украина. В 2013 году порезан (по данным https://russianplanes.net/reginfo/22416) |